# SN 2009mz
SN 2009mz – supernowa typu Ia odkryta 26 grudnia 2009 roku w galaktyce NGC 5426. W momencie odkrycia miała maksymalną jasność 15,10m.